# تانسيفت (تانسيفت)
تانسيفت هي إحدى مشيخات المملكة المغربية، تتبع جغرافيا لإقليم زاكورة وإداريًا لتانسيفت. يقدر عدد سكانها بـ 8275 نسمة حسب الإحصاء الرسمي للسكان والسكنى لسنة 2004.